# Apatzingán de la Constitución
Apatzingán de la Constitución (eller bara Apatzingán) är en stad i västra Mexiko och är belägen i delstaten Michoacán de Ocampo. Staden har 92 957 invånare (2007), med totalt 114 850 invånare (2007) i hela kommunen på en yta av 1 657 km².